# Episodi di Odyssey 5
La prima e unica stagione di Odyssey 5 è composta da 20 episodi. La prima TV dei primi 14 episodi è della rete televisiva statunitense Showtime, che li trasmise tra giugno e settembre del 2002; gli ultimi sei episodi vennero trasmessi in prima visione dalla canadese Space tra il gennaio e il febbraio 2003 e in replica su Showtime nell'ottobre 2004.
In Italia è stata trasmessa su AXN a partire dal 6 ottobre 2006.
| nº | Titolo originale              | Titolo italiano              | Prima TV originale | Prima TV Italia |
| -- | ----------------------------- | ---------------------------- | ------------------ | --------------- |
| 1  | Pilot                         | La terra esplode             | 21 giugno 2002     | 6 ottobre 2006  |
| 2  | Pilot                         | Sulle tracce del distruttore | 21 giugno 2002     |                 |
| 3  | Shatterer                     | Intelligenza letale          | 28 giugno 2002     |                 |
| 4  | Astronaut Dreams              | Sul filo del rasoio          | 5 luglio 2002      |                 |
| 5  | Time Out of Mind              | Salto nel tempo              | 12 luglio 2002     |                 |
| 6  | Symbiosis                     | Controllo mentale            | 19 luglio 2002     |                 |
| 7  | The Choices We Make           | Le scelte che facciamo       | 26 luglio 2002     |                 |
| 8  | Rapture                       | Telepatia                    | 2 agosto 2002      |                 |
| 9  | L.D.U.-7                      | L.D.U.                       | 9 agosto 2002      |                 |
| 10 | Flux                          | La trasformazione            | 16 agosto 2002     |                 |
| 11 | Kitten                        | Il gattino                   | 23 agosto 2002     |                 |
| 12 | Dark at the End of the Tunnel | Il buio alla fine del tunnel | 30 agosto 2002     |                 |
| 13 | Trouble with Harry            | Il pasticcio con Harry       | 6 settembre 2002   |                 |
| 14 | Skin                          | La pelle                     | 13 settembre 2002  |                 |
| 15 | Begotten                      | Messo al mondo               | 15 gennaio 2003    |                 |
| 16 | Vanishing Point               | Punto di fuga                | 22 gennaio 2003    |                 |
| 17 | Follow the Leader             | Seguendo un leader           | 29 febbraio 2003   |                 |
| 18 | Half-Life                     | Vita a metà                  | 5 febbraio 2003    |                 |
| 19 | Rage                          | La rabbia                    | 20 febbraio 2003   |                 |
| 20 | Fossil                        | Fossile                      | 27 febbraio 2003   |                 |

## La Terra esplode / Sulle tracce del distruttore
- Titolo originale: Pilot / Pilot
- Diretto da: David Carson
- Scritto da: Manny Coto

## Intelligenza letale
- Titolo originale: Shatterer
- Diretto da: Randy Zisk
- Scritto da: Manny Coto

### Trama
- Special guest star: Gina Clayton, Ken Mitchell e Sonja Smits

## Sul filo del rasoio
- Titolo originale: Astronaut Dreams
- Diretto da: David Straiton
- Scritto da: Manny Coto

### Trama
- Special guest star: Gina Clayton, Ken Mitchell e Sonja Smits

## Salto nel tempo
- Titolo originale: Time Out of Mind
- Diretto da: David Straiton
- Scritto da: Tracy Tormè

### Trama
- Special guest star: Enuka Okuma

## Controllo mentale
- Titolo originale: Simbiosis
- Diretto da: Randy Zisk
- Scritto da: Lindsay Sturman

### Trama
- Special guest star: Ken Mitchell

## Le scelte che facciamo
- Titolo originale: The Choices We Make
- Diretto da: Peter Weller
- Scritto da: Tim Foreman

### Trama
- Special guest star: Rick Worthy, Ron White, Gina Clayton e Ken Mitchell

## Telepatia
- Titolo originale: Rapture
- Diretto da: Stephen Williams
- Scritto da: Edithe Swensen

### Trama
- Special guest star: Geoffrey Lewis, Dominic Zamprogna e Sonja Smits
- Altri interpreti:

## L.D.U.
- Titolo originale: L.D.U.-7
- Diretto da: George Mendeluk
- Scritto da: Tommy Thompson

### Trama
- Special guest star: Ken Mitchell
- Altri interpreti:

## La trasformazione
- Titolo originale: Flux
- Diretto da: Ken Girotti
- Scritto da: Edithe Swensen

### Trama
- Special guest star: Gina Clayton, Ken Mitchell e Sonja Smits

## Il gattino
- Titolo originale: Kitten
- Diretto da: Milan Cheylov
- Scritto da: Lindsay Sturman

### Trama
- Special guest star: Gina Clayton e Sonja Smits

## Il buio alla fine del tunnel
- Titolo originale: Dark at the End of the Tunnel
- Diretto da: Peter Weller
- Scritto da: Tracy Tormè

### Trama
- Special guest star: Gina Clayton

## Il pasticcio con Harry
- Titolo originale: Trouble with Harry
- Diretto da: Stephen Williams
- Scritto da: Alan Brennert

### Trama
- Special guest star: Bronson Picket, Gina Clayton e Ted Raimi

## La pelle
- Titolo originale: Skin
- Diretto da: Bryan Spicer
- Scritto da: Lindsay Sturman e Edithe Swensen

### Trama
- Special guest star: Gina Clayton, Ken Mitchell e Sonja Smits

## Messo al mondo
- Titolo originale: Begotten
- Diretto da: Terry Ingram
- Scritto da: Lindsay Sturman e Edithe Swensen

## Punto di fuga
- Titolo originale: Vanishing Point
- Diretto da: David Winkler
- Scritto da: Melinda M. Snodgrass

### Trama
- Special guest star: Gina Clayton

## Seguendo un leader
- Titolo originale: Follow the Leader
- Diretto da: George Mendeluk
- Scritto da: Jonathan Glassner

### Trama
- Altri interpreti: Lindy Booth, Devon Bostick, Dallas Chorley, Jim Codrington, Erin Davis, Lesley Dowey, Michèle Duquet, David Eisner, Michael Facciolo, Amanda Farrace, Michael Filipowich, Deborah Grover, Jonathan Higgins, Howard Hoover, Michael Kanev, Kirsten Kieferle, Chantal Quesnelle, Michael Rubenfeld, Kyle Schmid, Victoria Snow

## Vita a metà
- Titolo originale: Half-life
- Diretto da: Stephen Williams
- Scritto da: Lindsay Sturman e Edithe Swensen

### Trama
- Altri interpreti: Frank Chiesurin

## La rabbia
- Titolo originale: Rage
- Diretto da: Ken Girotti
- Scritto da: Michael Cassutt

## Fossile
- Titolo originale: Fossil
- Diretto da: Peter Weller
- Scritto da: Manny Coto e Jonathan Glassner

### Trama
- Special guest star: Geoffrey Lewis, Sherry Miller e Sonja Smits